# Прапор Руселаре
Прапор Руселаре був офіційно затверджений муніципальною радою 30 березня 1981 року як муніципальний прапор західнофламандської комуни й міста Руселаре. 16 листопада 1981 року його було підтверджено королівським указом і остаточно опубліковано 13 січня 1982 року та знову 4 січня 1995 року в офіційному бельгійському офіційному віснику.

Офіційно прапор описується так: 
Білий з чорним патріаршим хрестом
Прапор повністю заснований на муніципальному гербі і тому виглядає абсолютно однаково. Тому прапор схожий на прапор Іпра, але патріарший хрест чорний, а не червоний.

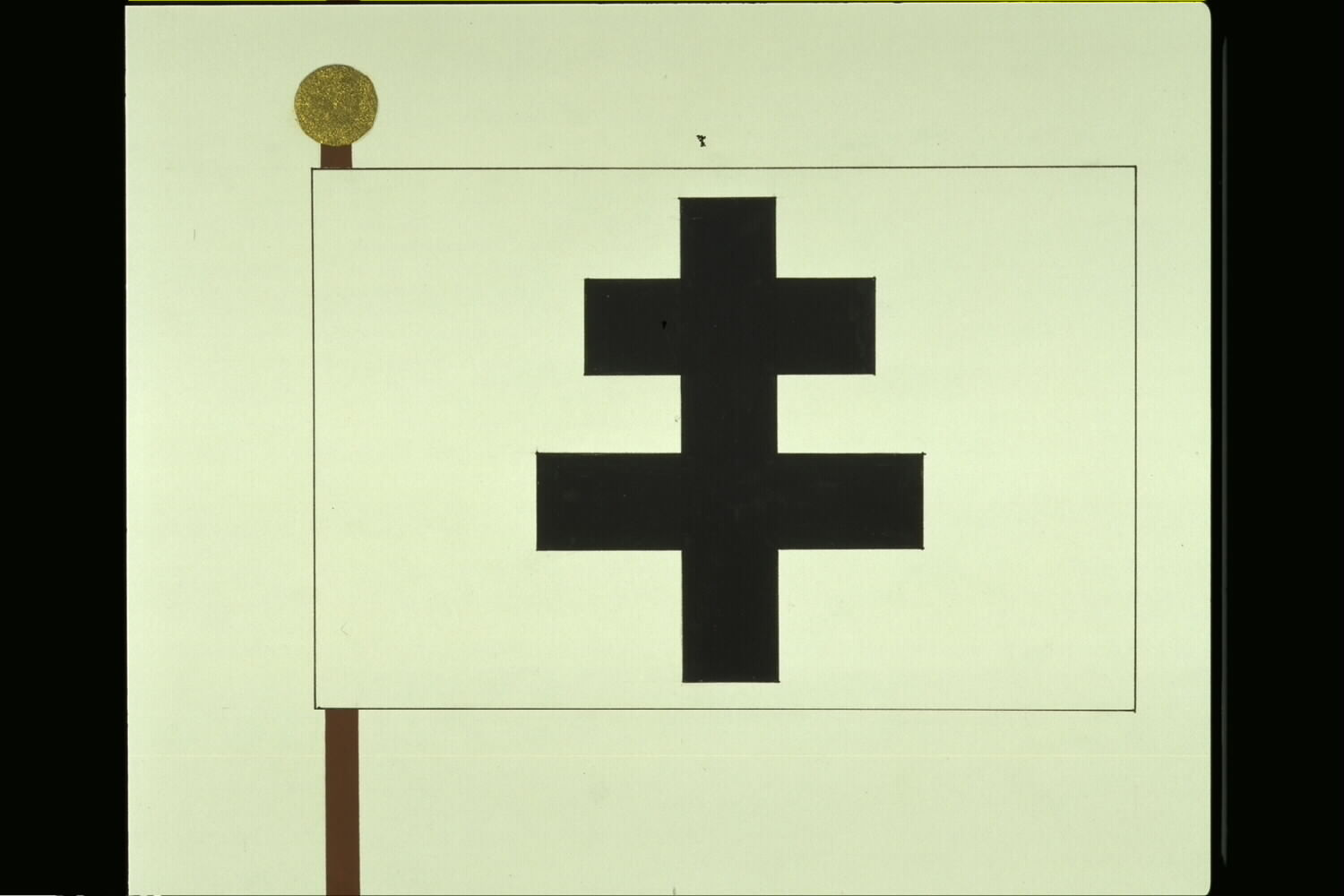
Офіційний малюнок прапора
Прапор Іпра